# Echinopodium coronatum
Echinopodium coronatum är en tvåvingeart som beskrevs av Duret 1976. Echinopodium coronatum ingår i släktet Echinopodium och familjen svampmyggor. Inga underarter finns listade i Catalogue of Life.